# 塞比切
塞比切（西班牙語：cebiche、ceviche、seviche或sebiche）， 西班牙語發音：[seˈβitʃe]，也被稱作為檸汁醃魚生、酸橘汁醃魚、檸汁醃海鮮或南美檸檬漬海鮮，是一種起源於秘魯的拉丁美洲沿海地區常見的食物。此菜式一般使用青檸或檸檬汁，配以多種辣椒屬物種調味，用來醃製生魚片。其他調味配料還有切碎的洋蔥、鹽或芫荽亦或會加入。
因為這道菜主要食用方式為生食，而不是加熱煮熟，所以必須新鮮準備並立即食用，以盡量減少食物中毒的風險。塞比切經常作為開胃菜食用；如果作為主菜食用，通常會配上與其風味相得益彰的配菜，例如番薯、生菜、玉米、鱷梨或菜蕉 。
醃兩個小時就足以殺絕大多數的細菌，但不能殺死寄生蟲（通常為線蟲，例如：海獸胃線蟲）。
檸汁醃海鮮在拉丁美洲西部的太平洋沿海地區很受歡迎，是拉丁美洲幾乎各國都有的料理，但每個國家的檸汁醃海鮮都有其不同的變化。 塞比切起源於秘魯，並在當地被視為國菜。這種使用醋、柑橘和香料 (Escabeche) 浸漬生魚和肉的技術是從西班牙傳入美洲大陸，該技術與深受穆斯林傳統影響的西班牙飲食有關。然而，考古記錄表明，近2000年前秘魯可能以食用過類似塞比切的東西。四個世紀以來，作為秘魯總督轄區首都利馬，因此城市的主導地位使得塞比切等流行菜餚被帶到該地區的其他西班牙殖民地。隨著時間的推移，該菜敖融入了當地的風味和風格，成為當地美食的一部分。

## 詞源
根據文獻紀載， 一詞的第一個文獻證據來自 1820 年，由祕魯士兵所唱的歌曲“La Chicha”中可找到。
其中一個假設為西班牙語文為該詞的來源。根據西班牙皇家语言学院，該詞與西班牙語術語具有相同的詞源，源自莫扎拉布语的；此詞依次來自安達盧西亞阿拉伯語的，後者也源自 古典阿拉伯語  ( ，意思是用醋煮熟的肉）。 此詞最終來自未經證實的 中古波斯语 ，來自  (「醋」) 和 （“湯”），這也產生了波斯語一詞 （用肉和醋煮出的湯)。 進一步的假設基於  這個詞的起源 ，為西班牙語「泡菜」的意思。
另一個假設指該名稱很可能起源於克丘亞語  , 而ceviche這詞為單詞 siwichi 的變體，意旨鮮魚或嫩魚。
這道菜的名字拼寫為、或， 但在秘魯最常見的拼法是用“v”來拼“ceviche”，這是西班牙皇家语言学院接受的替代拼法。 該名稱還有其他本地變體，包括  和 。

## 歷史
關於塞比切的起源有多種解釋，其中以秘魯民族主義者傾向於前西班牙殖民起源的說法。根據秘魯的一些歷史資料，酸橘汁醃魚起源於莫切文化，一個在近 2000 年前開始在今日的秘魯北部地區蓬勃發展的沿海文明。莫切人很可能使用了當地香蕉百香果的發酵汁液。 近期的調查更進一步顯示，印加帝國 期間，有使用奇恰酒，一種安第山脈的發酵飲料，來醃製鮮魚。 不同的編年史還記載，在西班牙人到來之前，住在秘魯海岸的人們食用魚時會添加鹽和 ají醬。
儘管如此，大多數歷史學家都同意塞比切起源於41年祕厄戰爭之前的當今秘魯殖民時期。 這批歷史學家認為，具有摩爾背景的安達盧西亞婦女，因伴隨著西班牙征服者並把這道菜的前身帶到該地區的；這道菜最終演變成如今被認為是塞比切的菜敖。 秘魯廚師 加斯頓·阿庫里歐 進一步解釋說，當時利馬在四個世紀以因身為秘魯總督轄區首都，一直擁有重要的主導地位，這使得塞比切等受歡迎的菜餚被帶到其他該地區的西班牙殖民地，並最終成為當地的一部分並融合地區風味和風格的美食。
秘魯起源說在國際上受到了像是智利人 克里斯托弗·卡彭蒂埃(Christopher Carpentier) 和西班牙人 費蘭·阿德里亞 等廚師的支持。 費蘭·阿德里亞曾在接受采訪時表示：「Cebiche出生於秘魯，所以正宗純正的[cebiche]是秘魯的。」
在薩爾瓦多，酸橘汁醃魚是第二受歡迎的菜餚。這個熱帶國家提供各種塞比切的選擇，如蝦、魚、章魚和黑蛤檸汁醃海鮮。 食譜非常簡單，包括羅馬番茄、洋蔥、香菜、酸橙汁、鹽和胡椒。

## 延伸閱讀
- Bayless, Rick. . Simon & Schuster. 2000. ISBN 0-684-84186-X.
- Benson, Sara; Hellander, Paul; Wlodarski, Rafael. . Lonely Planet. 2007. ISBN 1-74059-749-4.
- Butler, Cleora. . Council Oak Books, LLC. 2003. ISBN 1-57178-133-1.
- Harris, Jessica B. . Simon & Schuster. 2003. ISBN 0-684-87062-2.
- Meyer, Arthur L.; Vann, Jon M. . John Wiley and Sons. 2003. ISBN 0-471-41102-7.
- Peschiera, Emilio. . Ediciones Granica S.A. 2005. ISBN 956-8077-30-8.
- Presilla, Maricel. . W. W. Norton & Company. 2012: 479  [2016-01-23]. ISBN 978-0-393-05069-1. （原始内容存档于2017-09-23）.
- Rodriguez, Douglas. . Ten Speed Press. 2010-06-08: 3. ISBN 1-58008-107-X.
- González, Marjorie Ross; Ross, Marjorie. . Euned.
- . Américas (General Secretariat of the Organization of American States). June 2006.